# Shitsurakuen
Shitsurakuen (яп. 失楽園 сицуракуэн, Потерянный рай) — японская юри-манга, нарисованная мангакой, Тору Наомура выпускающаяся компанией Square Enix в ежемесячных журналах Monthly Gangan Wing и Monthly Gangan Joker.

## Сюжет
Сора Химото, мечтающая с детства стать благородным рыцарем и спасать принцесс, оканчивает среднюю школу и вместе с подругой детства, Цуки Аои, поступает в академию Утопия. В академии она становится свидетельницей странной виртуальной игры, в которой проигравший отдаёт оружие и девушку победителю. Цуки рассказывает Соре, что эта игра носит название «Экзаклан» и объясняет, что её смысл заключён в том, что она была создана на потеху мужчинам и для издевательств над женщинами. Сора решает сыграть в эту игру, ставя перед собой цель спасти всех девушек академии от жестокого обращения, став благородным рыцарем, спасающим принцесс.

## Персонажи

### Главные
Сора Химото (яп. 緋本 ソラ Химото Сора) — главная героиня истории. Сора весёлая, энергичная и смелая девушка. Приехав в Утопию, поставила перед собой цель спасти всех девушек от жёсткого обращения и стать благородным рыцарем, играя в Экзаклан. В детстве она спасла от летящего мяча, Цуки Аои, с которой они стали лучшими друзьями. Позже, вспомнив своё прошлое, она поняла, что Цуки её всё время использовала, но, несмотря на это, не отвернулась от неё. В конце истории она делает Цуки предложение руки и сердца и та соглашается.
Цуки Аои (яп. 蒼井 ツキ Аои Цуки) — подруга детства Соры и владение Эла. Сначала Цуки добывает информацию о студсовете, для Соры, но позже выясняется, что она является ответственной за заговор против Соры. В детстве Цуки осталась без родителей и стала замкнутой, смотрящей на всех свысока, пока в один прекрасный день она не встречается с Сорой, которая спасла её от летящего мяча. С тех пор Цуки очень привязалась к ней, но Сора общалась и с другими людьми, что не нравилось Цуки. Поэтому она решила, что будет провоцировать ссоры с людьми, особенно с её отчимом, чтобы Сора всегда была рядом с ней, как рыцарь защищающий принцессу. В конце концов, Сора поняла, что Цуки её использовала и та прислушалась к Элу. В конце истории Цуки и Сора поженились.
Кохару Идзаки (яп. 伊咲 コハル Идзаки Кохару) — первая девушка, спасённая Сорой. Во всём поддерживает свою хозяйку. Она безумно влюблена в Сору, и фантазирует о ней постоянно. Её оружие — двойная охотничья винтовка, является первым из шести символов Утопии.
Юки Ягидзава (яп. 八木澤 ユキ Ягидзава Юки) — вторая девушка, спасённая Сорой. Робкая, но поддерживающая всех девушка. Также питает любовные чувства к Соре. Её оружие — кинжал, а позже катана, является вторым из шести символов Утопии.
Томоко Оаси (яп. 小芦 トモコ Оаси Томоко) — третья девушка, спасённая Сорой. Сначала она не хотела быть владением Соры, чтобы её не унижали другие студенты академии, и была передана Карину. Однако на неё нападает Митараи, по приказу Эла, и её спасает Сора, после чего Томоко решила, что будет с ней. Также питает любовные чувства к Соре, из-за чего она постоянно конфликтует с Рэйко. Её оружие — копьё, является третьем из шести символов Утопии.
Рэйко Датэ (яп. 伊達 レイコ Датэ Рэйко) — четвёртая девушка, спасённая Сорой. Раньше была собственностью одного из членов студсовета, Сумите. Вначале невзлюбила Сору и сказала, что хочет быть женой одного из членов студсовета, так как также желает спасти девушек академии, изменив правила. Однако, она подверглась нападению Сиро и стала его собственностью. Чтобы отменить контракт с Сиро, Сора сексуально насилует Рэйку, тем самым получая предупреждение. Соре удаётся освободить Рэйку и та присоединяется к ней. Также питает любовные чувства к Соре, из-за чего она постоянно конфликтует с Томоко и Хиё. Её оружие — цепь, является четвёртым из шести символов Утопии.
Хиё Сисидо (яп. 志々堂 ヒヨ Сисидо: Хиё) — пятая девушка, спасенная Сорой. Питает любовный интерес к своей госпоже, что раздражает Рэйко. Имеет старшую сестру, которая также пыталась бороться с жёстким обращением со стороны парней, но тоже подвергалась издевательствам, из-за чего ушла из академии. Вначале она устроила вместе с Сиро, виновном в мучениях её сестры, заговор против Соры, так как её сестру никто не поддерживал, и она решила уничтожить всех девушек академии, в чём убедил её Сиро. Однако Соре удаётся победить Сиро и спасти Хиё, после чего она присоединяется к Соре. Её оружие — секира, является пятым из шести символов Утопии.

### Члены студсовета
Карин (Эл) (яп. カリン（エル） Карин (Эру)) — глава студсовета и создатель Экзаклан. Эл безжалостен, рассудителен и хитёр, однако в лице Карина добрый, честный и открытый человек. Он создал Экзаклан, чтобы дать понять Соре истину о сказке «Рай». В прошлом впервые встретился с маленькой Сорой, посоветовав ей, что она может выбрать и другой путь, однако был подвергнут нападению Цуки, которая лишила его правого глаза, желая чтобы Сора осталась рыцарем, защищающим её. Наследник компании Ивахидзири. Владеет шестым символом Утопии, который передал Соре, чтобы та получила «Яблоко».
Сумита (яп. 墨田 Сумита) — вице-президент студсовета. Крупный парень, носящий тёмные очки. Бывший владелец Рэйко.
Митараи (яп. 御手洗 Митараи) — член студсовета. Выглядит женственно. Питает романтический интерес к Элу. Его оружие кнут.
Сёдзё (яп. 丞上 Сё:дзё:) — член студсовета и друг Эла. В детстве также мечтал быть рыцарем, спасающим принцесс. Однако был пойман сотрудниками академии и те жестоко обратились с ним, после чего он начал смотреть на всех свысока. Когда он впервые встретился с Элом, тот принял его к себе и Сёдзё стал следовать за ним.
Харука Кутинава (яп. 朽奈和 ハルカ Кутинава Харука) — член студсовета. Постоянно находится с Эл. Позже выясняется, что она женщина и приёмная мать Тамао.
Тамао Кавадзу (яп. 川津 タマオ Кавадзу Тамао) — член студсовета. Следует системе Экзаклан, но на самом деле ненавидит её. В бою с Сорой сдался, из-за чего был ранен Сёдзё. Приёмный сын Харуки.
Синдзи Кадзивара (яп. 梶原 シンジ Кадзивара Синдзи) — первый противник Соры. Бывший владелец Кохару.
Сиро Тогю (яп. 東岌 シロウ То:гю: Сиро:) — безумный человек, безжалостно мучающий девушек. Бывший владелец Рэйко и Хиё.

### Второстепенные
Аканэ (яп. アカネ Аканэ) — друг Соры и Карина. Носил очки, что скрывало его красоту, так как он хотел покоя. Но после совета Карина, перестал их носить. Помогает Соре во всём. Он сын известного писателя, написавшего продолжение книги «Рай», вышедшее огромным тиражом.

## Экзаклан
- Экзаклан (яп. エグザクラン) — представляет собой виртуальную игру, для учащихся студентов академии Утопия, в которой парни сражаются друг с другом за право обладать оружием и девушкой. Член игры носит при себе перчатку с символом латинского алфавита, также этот символ расположен в области шеи у девушки. При нанесении удара оружием, пострадавший не получает физической травмы, однако способен чувствовать боль. Оружие и девушка связаны между собой, поэтому если оружие получит повреждения, то пострадает и связанная с ним девушка. Девушка, не имеющая хозяина, может подвергнуться жёсткому обращению со стороны студентов академии, если же у неё есть владелец, то жёсткое обращение к ней может применять только он. Также если какой-нибудь студент будет жёстко обращаться с девушкой, у которой есть хозяин, не имея на это право, получит предупреждение в виде сильной головной боли. Также слабая головная боль начнется и у владельца девушки, а на его перчатке появится имя его собственности подвергшейся атаке. Если нарушение не прекратится в течение получаса и за это время владелец девушки не откажется от неё, и нарушитель, и атакованная им девушка, и её владелец будут исключены из академии. Также можно отменить соглашение с девушкой, быть её хозяином, и передать её союзнику. Чтобы окончить игру владельцу необходимо собрать шесть оружий с символом Утопии. Собрав их, он имеет право стать обладателем Яблока, с помощью которого можно полностью окончить Экзаклан. Карин создал её на основе сказки «Рай», чтобы убедить Сору, что принцесса Икс просто использовала своего рыцаря и навредила королю демонов Элу, который пытался предупредить о коварстве его возлюбленной, после чего рыцарь бросил принцессу и отправился в долгий путь в поисках истины.

## Манга
| № | Дата публикации     | ISBN                   |
| - | ------------------- | ---------------------- |
| 1 | 18 сентября 2009 г. | ISBN 978-4-7575-2683-9 |
| 2 | 22 января 2010 г.   | ISBN 978-4-7575-2778-2 |
| 3 | 22 мая 2010 г.      | ISBN 978-4-7575-2878-9 |
| 4 | 22 сентября 2010 г. | ISBN 978-4-7575-3000-3 |
| 5 | 22 июня 2011 г.     | ISBN 978-4-7575-3144-4 |
| 6 | 22 июня 2011 г.     | ISBN 978-4-7575-3266-3 |